# Jed Steer
Jed John Steer (ur. 23 września 1992 w Norwich) – angielski piłkarz występujący na pozycji bramkarza w Aston Villi.